# Arhangelski Ar-2
Arhangelski Ar-2 je bil sovjetski dvomotorni propelerski strmoglavec/bombnik, ki so ga razvili in uporabljali med 2. svetovno vojno. 
Glavni načrtovalec je bil Aleksander Arhangelski, ki je bil 2. glavni v biroju Tupoljev. V Stalinovih čistkah so vodjo biroja Andreja Tupoljeva aretirali. Arhangelski je v vmesnem obdobju dobil dovoljenje da lahko uporablja svoje ime na letalih. 
Ar-2 je zasnovan na podlagi Tupoljeva SB. Zgradili so samo okrog 190 letal, nasledil ga je Petljakov Pe-2.

## Specifikacije
- Posadka: 3
- Dolžina: 12,50 m (41 ft 0 in)
- Razpon kril: 18,00 m (59 ft 0 in)
- Višina: 3,56 m (11 ft 8 in)
- Površina kril: 48,2 m2 (519 ft2)
- Prazna teža: 4516 kg (9956 lb)
- Gros teža: 8150 kg (17970 lb)
- Motor: 2 × Klimov M-105R 12-valjni V-motor, 820 kW (1100 KM) vsak

- Maks. hitrost:512 km/h (319 mph)
- Dolet: 1500 km (940 milj)
- Višina leta (servisna): 10500 m (34400 ft)
- Hitrost vzpenjanja: 12,8 m/s (2510 ft/min)
- Orožje:
- 4 × 7,62 mm ŠKAS strojnice
- do 1600 kg (3530 lb) bomb